# Châteauroux Classic de l'Indre
La Châteauroux Classic de l'Indre è stata una corsa in linea maschile di ciclismo su strada che si svolgeva nel dipartimento dell'Indre e terminava con un circuito a Châteauroux, in Francia, ogni anno in agosto. Faceva parte del calendario della Coppa di Francia e dal 2005 era inserito nel circuito UCI Europe Tour, classe 1.1. Si corse senza interruzioni dal 2004 al 2014, mentre nel 2015 fu annullata, seppur organizzata in un primo momento; dopo essere stata soppressa questa edizione di fatto la corsa ebbe il suo termine.

## Albo d'oro
Aggiornato all'edizione 2015.
| Anno | Vincitore           | Secondo           | Terzo              |
| ---- | ------------------- | ----------------- | ------------------ |
| 2004 | Aljaksandr Kučynski | José Luis Rubiera | Cédric Hervé       |
| 2005 | Jimmy Casper        | Danilo Napolitano | Jean-Patrick Nazon |
| 2006 | Nicolas Vogondy     | Stefano Cavallari | Shinichi Fukushima |
| 2007 | Chris Sutton        | Aurélien Clerc    | Stefan van Dijk    |
| 2008 | Anthony Ravard      | Steve Chainel     | Romain Feillu      |
| 2009 | Jimmy Casper        | Romain Feillu     | Anthony Ravard     |
| 2010 | Anthony Ravard      | Romain Feillu     | Enrico Rossi       |
| 2011 | Anthony Ravard      | Jaŭhen Hutarovič  | Jasper Bovenhuis   |
| 2012 | Rafael Andriato     | Jaŭhen Hutarovič  | Yohann Gène        |
| 2013 | Bryan Coquard       | Mattia Gavazzi    | Francesco Chicchi  |
| 2014 | Iljo Keisse         | Romain Feillu     | Roy Jans           |
| 2015 | non organizzata     | non organizzata   | non organizzata    |